# Słonowka (obwód biełgorodzki)
Słonowka (ros. Слоновка) – wieś w Rosji, w obwodzie biełgorodzkim, w rejonie nowooskolskim. W 2010 liczyła 323 mieszkańców.